# William B. Spong
William Belser Spong, Jr., född 29 september 1920 i Portsmouth, Virginia, död 8 oktober 1997 i Portsmouth, Virginia, var en amerikansk demokratisk politiker. Han representerade delstaten Virginia i USA:s senat 1966–1973.
Spong tjänstgjorde i US Army Air Forces i andra världskriget. Han studerade juridik och inledde 1947 sin karriär som advokat i Portsmouth, Virginia. Han undervisade vid The College of William & Mary 1948–1949. Han gifte sig den 3 juni 1950 med Virginia Wise Galford.
Spong blev invald i senaten i senatsvalet 1966. Senator Absalom Willis Robertson avgick några dagar i förtid och guvernör Mills E. Godwin utnämnde Spong till senaten redan den 31 december 1966. På det sättet fick han ett försprång i senioritet i jämförelse med andra nykomlingar som hade blivit invalda i valet 1966 men som tillträdde först i januari 1967. Spong kandiderade till omval i senatsvalet 1972 men besegrades av republikanen William L. Scott.